# Wyżnianka-Kolonia
Wyżnianka-Kolonia – kolonia w Polsce położona w województwie lubelskim, w powiecie kraśnickim, w gminie Dzierzkowice.
W latach 1975–1998 miejscowość administracyjnie należała do ówczesnego województwa lubelskiego.
Wieś stanowi sołectwo gminy Dzierzkowice.
1 stycznia 1973 zachodnią część Wyżnianki-Kolonii (117 ha) włączono do miasta Kraśnik Fabryczny. Wraz z włączeniem całego Kraśnika Fabrycznego do Kraśnika 1 października 1975, część ta stała się obszarem miejskim Kraśnika. Kolejne dwie działki (120 i 121) Wyżnianki-Kolonii o powierzchni 2,11 ha włączono do Kraśnika 1 stycznia 2011.
Wierni Kościoła rzymskokatolickiego należą do parafii św. Józefa Robotnika w Kraśniku.